# Taraxacum egregium
Taraxacum egregium là một loài thực vật có hoa trong họ Cúc. Loài này được Markl. miêu tả khoa học đầu tiên.